# Attila Balogh
Attila Balogh – rumuński zapaśnik walczący w stylu wolnym. Srebrny medalista mistrzostw Europy w 1969 roku.